# دهستان اوچ‌تپه شرقی
دهستان اوچ‌تپه شرقی یکی از دهستان‌های استان آذربایجان شرقی است که در بخش مرکزی شهرستان میانه واقع شده‌است.